# آدم ليفلي
آدم ليفلي (بالإنجليزية: Adam Lively)‏ (20 يناير 1961)؛ روائي بريطاني.